# Славомир Мікловш

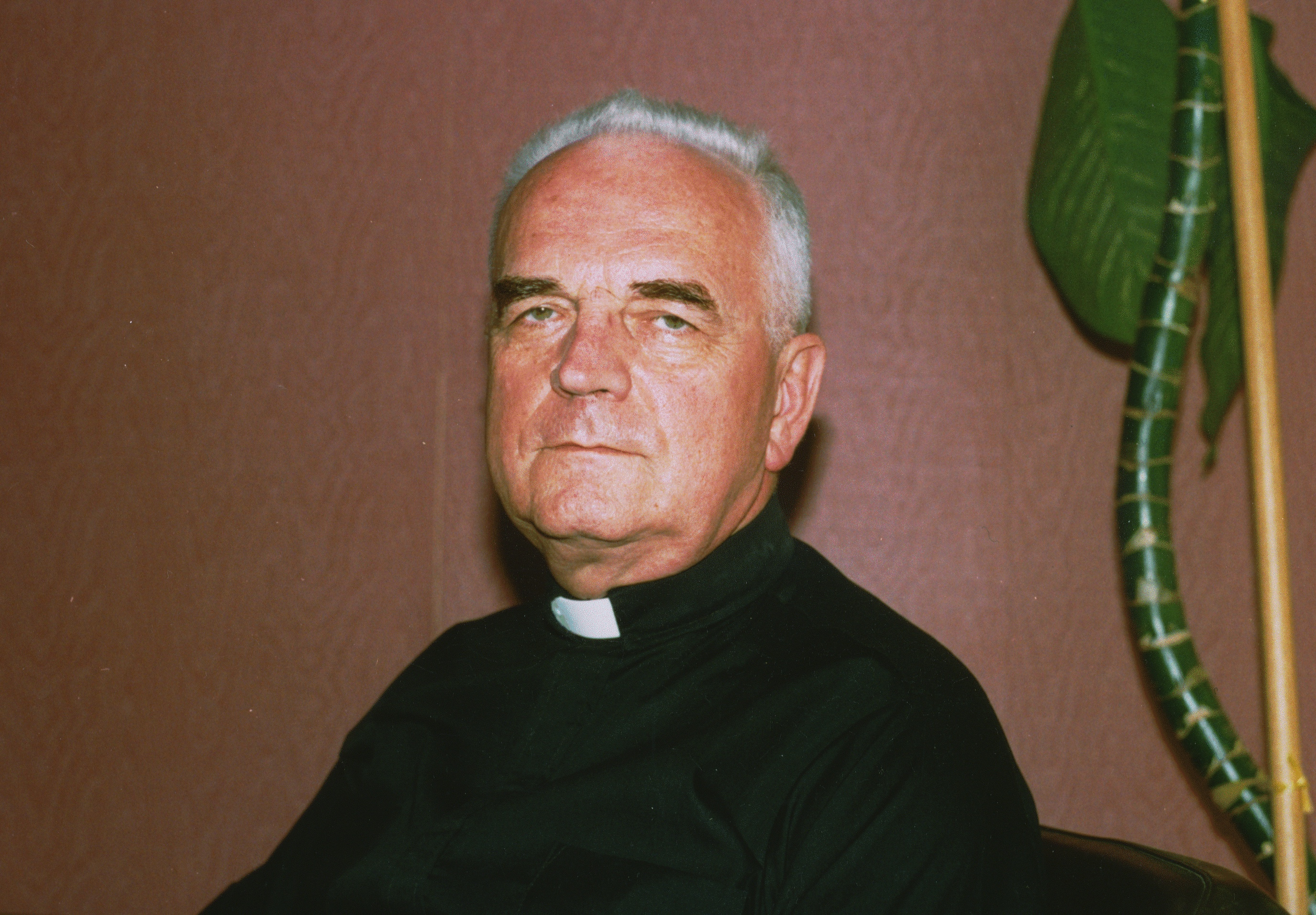
Славомир Мікловш у 1996 році

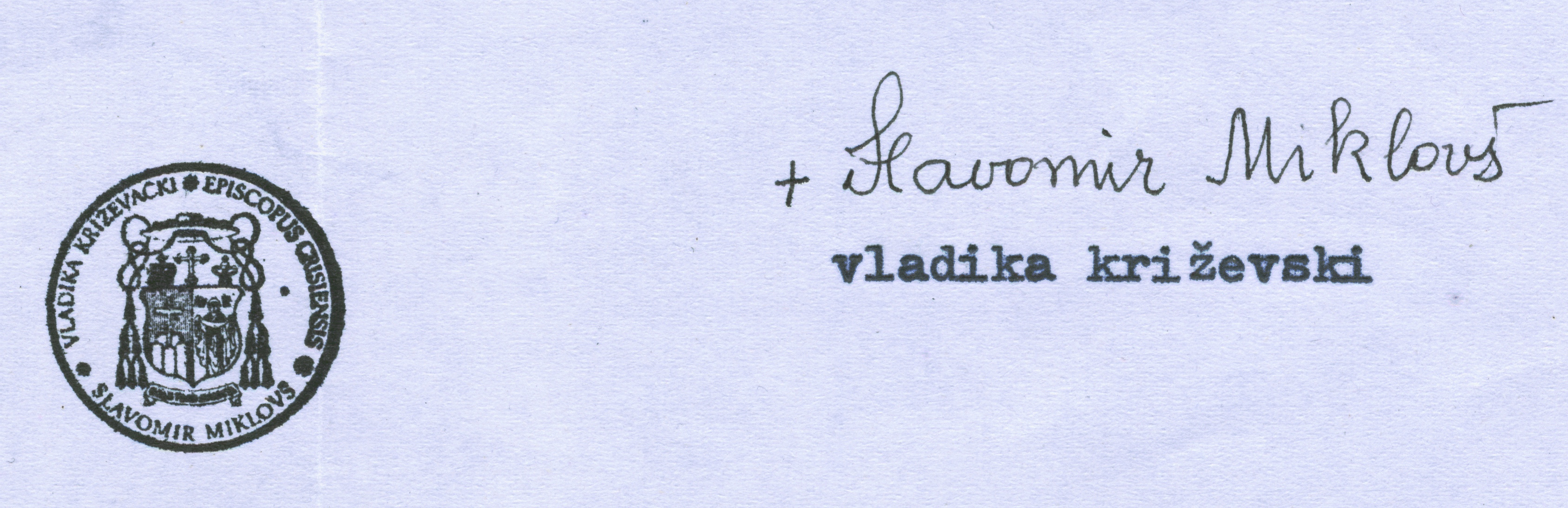
Славомир Мікловш, підпис із 1991 року

Славоми́р Мі́кловш (хорв. Slavomir Miklovš; нар. 16 травня 1934, Джурджево (Бачка), Югославія, тепер Сербія — † 21 липня 2011, Новий Сад, Сербія) — хорватський греко-католицький єпископ, правлячий єпископ Крижевецької єпархії у 1983—2009 роках.

## Біографічні відомості
Славомир Мікловш походить з русинської сім'ї. Навчався у гімназіях у Рієці і Пазині, а потім вивчав теологію в Загребі. 7 липня 1964 року у своєму рідному селі Джурджево він прийняв священицьке рукоположення. З 1964 по 1968 рік служив як помічник пароха Руского Крстура, а у 1968—1969 роках — як парох Вуковара.
У 1969 році призначений духівником греко-католицької духовної семінарії в Загребі. У 1974 році призначений економом Крижевецької єпархії, а у 1978 — також її канцлером.
22 січня 1983 року Папа Римський Іван-Павло II призначив священика Славомира Мікловша єпископом Крижевецьким. Єпископська хіротонія відбулася 25 березня того ж року в Рускому Крстурі (головним святителем був архієпископ Мирослав Марусин, співсвятителями — єпископи Йоаким Сеґеді і Йоаким Гербут). 21 травня 1983 року в Крижевецькому катедральному соборі Пресвятої Тройці відбулося урочисте введення Славомира Мікловша на престол Крижевецької єпархії.
25 травня 2009 року Папа Бенедикт XVI прийняв відставку Славомира Мікловша з посади єпископа Крижевецького у зв'язку з осягненням ним пенсійного віку. Його наступником на престолі Крижевецької єпархії став єпископ Нікола Кекіч.

## Нагороди
21 серпня 2007 року Президент України Віктор Ющенко нагородив єпископа Славомира Мікловша орденом «За заслуги» III ступеня «за вагомий особистий внесок у зміцнення авторитету України у світі, популяризацію її історичних і сучасних надбань та з нагоди 16-ї річниці незалежності України».